# منصوره (لیبی)
منصوره (به عربی: المنصورة) یک منطقهٔ مسکونی در لیبی است که در استان جبل‌الاخضر واقع شده‌است.